# 巨云卷蛾属
巨云卷蛾属（学名：Xerocnephasia）是卷蛾科下的一个属。

## 下属物种
本属包括以下物种：
- 齿巨云卷蛾 Xerocnephasia rigana (Sodoffsky, 1829)[2]